# Erich Zakowski
Erich Zakowski, född 25 november 1933 i Allenstein, Ostpreussen, död 1 november 2023 i Nürburg, är en tysk affärsman och racerförare. Han är mest känd som grundare av racingstallet Zakspeed.